# Sotblomflugor
Sotblomflugor (Psilota) är ett släkte av tvåvingar som beskrevs av Johann Wilhelm Meigen 1822. Sotblomflugor ingår i familjen blomflugor.

## Bildgalleri

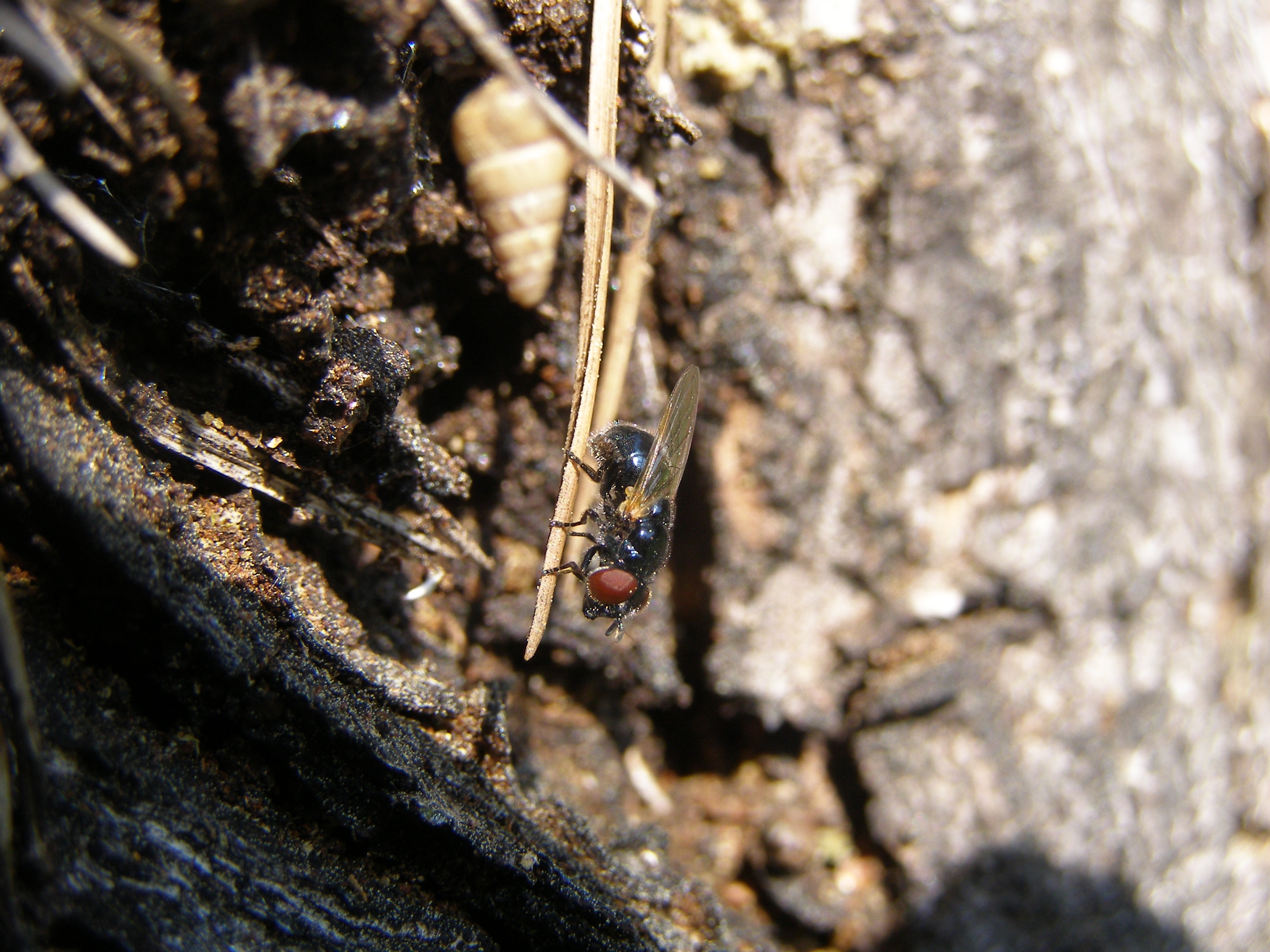
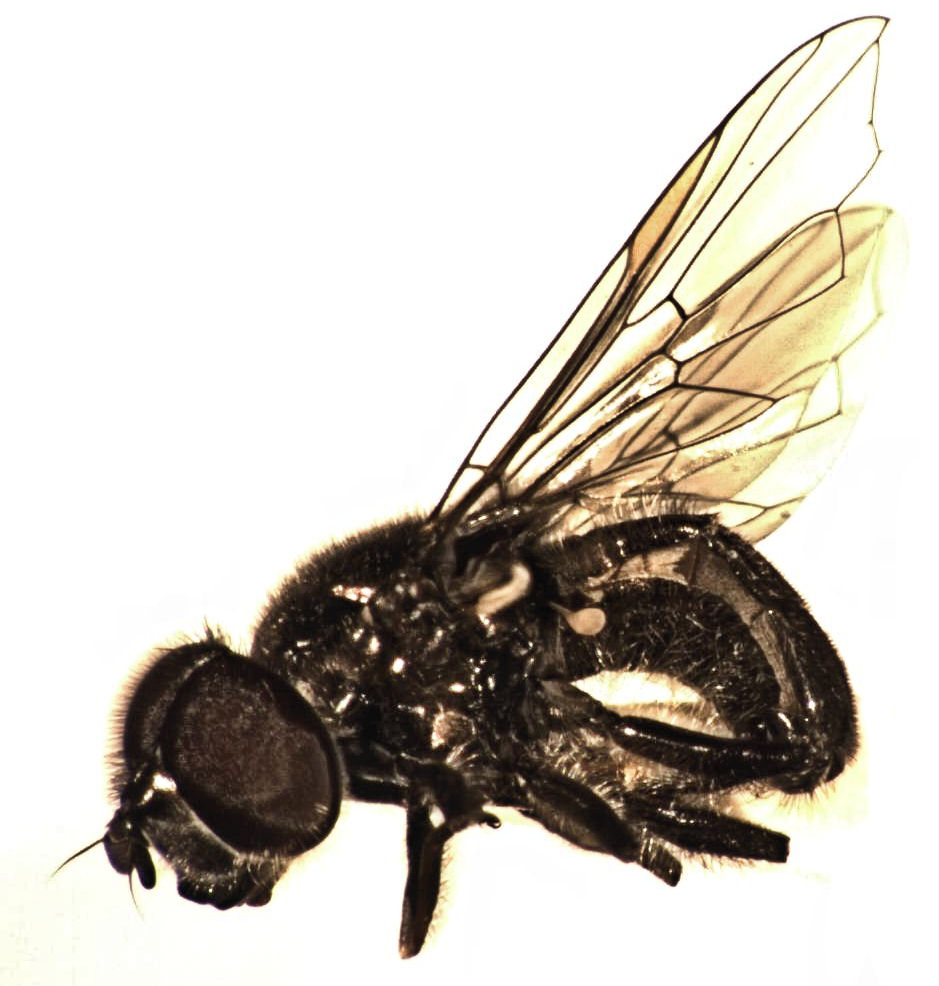

## Dottertaxa till sotblomflugor, i alfabetisk ordning[1][2]
- Psilota anthracina
- Psilota atra
- Psilota auricauda
- Psilota basalis
- Psilota bifenestrata
- Psilota brevicornis
- Psilota buccata
- Psilota coerulea
- Psilota cupreus
- Psilota decessum
- Psilota dersu
- Psilota erythrogaster
- Psilota fasciata
- Psilota femoralis
- Psilota flavidipennis
- Psilota hirta
- Psilota innupta
- Psilota kroshka
- Psilota nana
- Psilota nigripilosa
- Psilota nitida
- Psilota queenslandica
- Psilota rubra
- Psilota rubriventris
- Psilota shannoni
- Psilota tectonae
- Psilota thatuna
- Psilota tristis
- Psilota victoria
- Psilota viridis